# Брезє-при-Добєм
Брезє-при-Добєм (словен. Brezje pri Dobjem) — поселення в общині Добє, Савинський регіон, Словенія. Висота над рівнем моря: 511,1 м.